# Woodsia jeholensis
Woodsia jeholensis là một loài dương xỉ trong họ Woodsiaceae. Loài này được Nakai & Kitag. mô tả khoa học đầu tiên năm 1934.
Danh pháp khoa học của loài này chưa được làm sáng tỏ. 